# Robert Peel senior

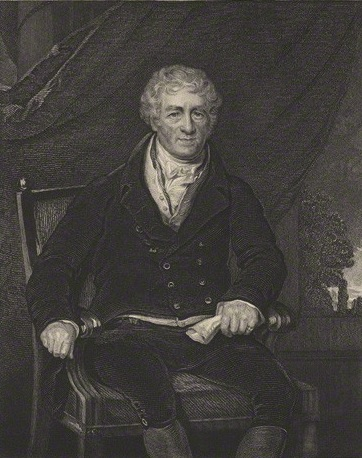
Sir Robert Peel senior

Robert Peel senior (25 april 1750 – 3 mei 1830) was een Britse politicus en ondernemer. Hij was de vader van de Britse premier Robert Peel.
Robert Peel senior was mede-eigenaar van verschillende katoenweverijen en -spinnerijen. Deze wateraangedreven fabrieken werden gebouwd bij rivieren op het platteland. Door het tekort aan arbeidskrachten op het platteland haalden de fabrikanten veel weeskinderen uit weeshuizen. Deze weeskinderen woonden op het fabrieksterrein. In 1790 werd Peel in het Britse parlement gekozen.

## De fabriekswet van 1802
Tijdens de Industriële Revolutie waren ziektes zoals pokken, buiktyfus, tuberculose en cholera in Groot-Brittannië wijd verspreid. Vooral in de fabrieken konden deze ziektes zich snel verspreiden. In 1784 brak een grote ziekte-uitbraak uit bij een fabriek van Peel. Peel gaf de arts Thomas Percival de opdracht om te onderzoeken hoe zulke ziekte-uitbraken voorkomen konden worden. Robert Peel ontwierp de Fabriekswet van 1802 op basis van de aanbevelingen van Percival. Deze wet gold alleen voor katoenweverijen en -spinnerijen met meer dan twintig werknemers. De wet verplichtte de fabrikant om de fabriek minimaal twee keer per jaar schoon te maken met ongebluste kalk en water, inclusief plafond en muren. Ook moesten de gebouwen voldoende ramen en ventilatieopeningen hebben. De arbeidsdag voor kinderen werd beperkt tot 12 uur en nachtarbeid voor kinderen werd verboden. Ieder weeskind, dat verzorgd werd door de fabrikant, moest vier jaar les krijgen in lezen en schrijven. Deze wet gold alleen voor katoenweverijen en -spinnerijen.
De fabriekswet van 1802 was de eerste Britse wet ter verbetering van de arbeidsomstandigheden, maar deze wet werd niet goed gehandhaafd.

## De fabriekswet van 1819
De filantroop Robert Owen overtuigde Peel om een wet te ontwerpen ter verbetering van de arbeidsomstandigheden. Dankzij Peel en Owen kwam de fabriekswet van 1819 tot stand, waardoor het verboden werd om kinderen jonger dan 9 jaar in katoenweverijen en -spinnerijen te laten werken. Kinderen tussen 9 en 16 jaar mochten niet langer dan 12 uur per dag werken in katoenweverijen en -spinnerijen.